# Đội tuyển bóng đá quốc gia Liên Xô
Đội tuyển bóng đá quốc gia Liên Xô là đội tuyển bóng đá đại diện cho Liên Xô ở các giải đấu quốc tế. Đội tuyển bóng đá này đã từng tồn tại cho đến khi Liên Xô tan rã. FIFA quyết định đội tuyển Cộng đồng các quốc gia độc lập (và sau đó là đội tuyển Nga) là đội tuyển kế tục  với danh nghĩa là thừa hưởng các kết quả đạt được trong quá khứ của họ. Tuy nhiên, một số lượng lớn các cầu thủ trong đội tuyển Liên Xô không phải là người Nga, chủ yếu trong số đó là các cầu thủ Ukraina. Sau khi Liên Xô tan rã, một số cầu thủ người Ukraina như Andrei Kanchelskis tiếp tục khoác áo đội tuyển Nga.
Từ khi tham gia giải vô địch bóng đá thế giới, đội tuyển Liên Xô mới chỉ lỡ hẹn với vòng chung kết hai lần vào các năm 1974 và 1978, còn lại đã từng tham dự 7 vòng chung kết. Thành tích tốt nhất của họ là hạng tư năm 1966. Ở cấp độ châu Âu, Liên Xô từng tham dự 5 vòng chung kết Euro, là đội đầu tiên vô địch giải năm 1960. Họ giành được ngôi á quân 3 lần (vào các năm 1964, 1972 và 1988). Tại các kỳ Thế vận hội Mùa hè, Liên Xô từng hai lần giành huy chương vàng nội dung bóng đá nam các năm 1956 và 1988.

## Lịch sử

### Thời kì đầu
Trận đấu quốc tế đầu tiên của một đội tuyển Xô viết diễn ra vào tháng 8 năm 1923, chỉ 9 tháng sau sự thành lập của Liên bang Xô viết. Đội tuyển nước Nga Xô viết đã đánh bại đội tuyển Thụy Điển 2-1 tại Stockholm. Trận đấu chính thức đầu tiên của Liên Xô tiến hành một năm sau với chiến thắng 3-0 trước Thổ Nhĩ Kỳ. Trận đấu này và trận tái đấu ở Ankara là những trận đấu quốc tế chính thức duy nhất được ghi nhận của đội tuyển Liên Xô cho đến tận Thế vận hội Mùa hè 1952, mặc dù cũng có vài trận giao hữu không chính thức với Thổ Nhĩ Kỳ được tổ chức ở thập niên 1930. Thế vận hội Mùa hè 1952 là giải đấu quốc tế đầu tiên đội tuyển Liên Xô tham dự. Ở vòng sơ loại, Liên Xô thắng Bulgaria 2-1. Sau đó ở vòng một Liên Xô hoà Nam Tư 5-5 mặc dù bị dẫn trước 5-1, với việc gỡ hoà trong 15 phút cuối. Cặp đấu này được đá lại và Liên Xô thua 1-3.

### Giải vô địch thế giới
Liên Xô tham gia World Cup và vượt qua vòng loại ngay lần đầu tiên tham gia vào năm 1958  Ở vòng chung kết, họ được xếp cùng bảng với Brasil, Anh và Áo. Họ đã xếp đồng hạng nhì trong bảng với Anh, dẫn đến hai đội phải đấu thêm một trận đấu phụ. Anatoli Ilyin đã ghi bàn giúp Liên Xô thắng 1-0. Liên Xô sau đó thua chủ nhà Thụy Điển ở tứ kết.
Tại World Cup 1962, đội tuyển Liên Xô ở bảng 1 với Nam Tư, Colombia và Uruguay và bị loại từ vòng bảng. Thể trạng không tốt của Lev Yashin ở hai trận gặp Colombia và Uruguay được coi là một trong những nguyên nhân chính cho thất bại của Liên Xô ở giải này.
World Cup 1966 là giải vô địch thế giới thành công nhất trong lịch sử của Liên Xô, khi họ kết thúc giải đấu ở vị trí thứ tư. Liên Xô được phân vào bảng 4 cùng Bắc Triều Tiên, Ý và Chile. Liên Xô toàn thắng ở vòng bảng, vào tứ kết gặp Hungary và đánh bại đối thủ nhờ màn trình diễn của Lev Yashin. Tuy nhiên, họ thua cả hai trận cuối cùng (bán kết và tranh hạng ba) trước Đức và Bồ Đào Nha. Giải đấu năm 1966 là giải đấu Liên Xô ghi được nhiều bàn thứ nhì trong lịch sử tham dự các World Cup với 10 bàn.
Trận khai mạc World Cup 1970 giữa chủ nhà Mexico và Liên Xô. Đội bóng Xô viết là đội đầu tiên trong lịch sử World Cup thay người trong trận đấu. Liên Xô dễ dàng vượt qua vòng bảng, nhưng thua ở tứ kết trước Uruguay ở hiệp phụ. Đó là lần cuối cùng Liên Xô vào đến tứ kết một World Cup.
Vòng loại World Cup 1974 Liên Xô từ chối thi đấu với Chile do phản đối cuộc đảo chính ở Chile năm 1973 nên không lọt được vào vòng chung kết.
Sau năm 1978 không vượt qua vòng loại, World Cup 1982 là sự xuất hiện trở lại của bóng đá Liên Xô ở một giải đấu lớn sau đúng một thập kỉ. Liên Xô ở bảng 6 cùng Brasil, Scotland và New Zealand. Sau khi xếp nhì bảng ở vòng 1, họ vào vòng 2, chung bảng với Bỉ và Ba Lan. Tuy nhiên họ chỉ xếp nhì bảng sau khi thắng Bỉ và hoà Ba Lan và bị loại.
World Cup 1986 Liên Xô ở bảng C cùng với Hungary, Pháp và Canada. Họ giành ngôi đầu bảng một cách thuyết phục, gặp Bỉ ở vòng 2 (16 đội). Một phần do những quyết định của trọng tài họ thua Bỉ 3-4, dừng bước ở vòng 2. Mặc dù kết quả không tốt, đội tuyển giải này là đội tuyển Liên Xô ghi nhiều bàn nhất trong lịch sử World Cup với 12 bàn.
World Cup 1990 là giải đấu chính thức cuối cùng mà Liên Xô tham dự. Họ ở bảng B với Argentina, Romania và Cameroon. Thành công duy nhất của Liên Xô ở giải này là thắng đậm đội đầu bảng Cameroon 4-0 ở trận đấu cuối cùng, còn lại là 2 trận thua.
| Năm           | Thành tích               | Thứ hạng                 | Số trận                  | Thắng                    | Hòa*                     | Thua                     | Bàn thắng                | Bàn thua                 |
| ------------- | ------------------------ | ------------------------ | ------------------------ | ------------------------ | ------------------------ | ------------------------ | ------------------------ | ------------------------ |
| 1930 đến 1954 | Không tham dự            | Không tham dự            | Không tham dự            | Không tham dự            | Không tham dự            | Không tham dự            | Không tham dự            | Không tham dự            |
| 1958          | Tứ kết                   | 6                        | 5                        | 2                        | 1                        | 2                        | 5                        | 6                        |
| 1962          | Tứ kết                   | 6                        | 4                        | 2                        | 1                        | 1                        | 9                        | 7                        |
| 1966          | hạng tư                  | 4                        | 6                        | 4                        | 0                        | 2                        | 10                       | 6                        |
| 1970          | Tứ kết                   | 5                        | 4                        | 2                        | 1                        | 1                        | 6                        | 2                        |
| 1974          | Bỏ cuộc ở vòng loại      | Bỏ cuộc ở vòng loại      | Bỏ cuộc ở vòng loại      | Bỏ cuộc ở vòng loại      | Bỏ cuộc ở vòng loại      | Bỏ cuộc ở vòng loại      | Bỏ cuộc ở vòng loại      | Bỏ cuộc ở vòng loại      |
| 1978          | Không vượt qua vòng loại | Không vượt qua vòng loại | Không vượt qua vòng loại | Không vượt qua vòng loại | Không vượt qua vòng loại | Không vượt qua vòng loại | Không vượt qua vòng loại | Không vượt qua vòng loại |
| 1982          | Vòng 2                   | 7                        | 5                        | 2                        | 2                        | 1                        | 7                        | 4                        |
| 1986          | Vòng 2                   | 10                       | 4                        | 2                        | 1                        | 1                        | 12                       | 5                        |
| 1990          | Vòng 1                   | 17                       | 3                        | 1                        | 0                        | 2                        | 4                        | 4                        |
| Tổng cộng     | 7/9                      | 1 lần hạng tư            | 30                       | 14                       | 6                        | 10                       | 52                       | 34                       |

*Tính cả các trận hoà ở các trận đấu loại trực tiếp phải giải quyết bằng sút phạt đền luân lưu.

### Giải vô địch châu Âu
Tại các giải vô địch châu Âu đội tuyển Liên Xô là một trong những đội tuyển thành công nhất, với 1 lần vô địch và 3 lần hạng nhì. Nếu tính đến năm 1988 (thời điểm cuối cùng Liên Xô tham dự một Euro) thì Liên Xô là đội lọt vào trận chung kết nhiều nhất (4 lần).
Giải vô địch châu Âu lần đầu tiên tổ chức năm 1960 đã đánh dấu đỉnh cao của bóng đá Xô viết. Dễ dàng lọt vào tứ kết, Liên Xô gặp Tây Ban Nha. Do Chiến tranh lạnh đang căng thẳng nên Tây Ban Nha từ chối đến Liên Xô, chấp nhận bỏ cuộc. Ở bán kết, Liên Xô đánh bại Tiệp Khắc 3-0 và lọt vào chung kết, gặp Nam Tư. Ở trận chung kết, tuy bị dẫn bàn trước nhưng đội tuyển Liên Xô, với thủ môn huyền thoại Lev Yashin, đã san hoà tỉ số ở phút 49. Sau hai hiệp chính hoà 1-1, ở hiệp phụ, Viktor Ponedelnik đã ghi bàn thắng quyết định, giúp Liên Xô trở thành nhà vô địch châu Âu đầu tiên.
Năm 1964, Liên Xô dự Euro với tư cách đương kim vô địch. Họ vào đến chung kết và gặp đội chủ nhà Tây Ban Nha. Tuy nhiên họ đã thua Tây Ban Nha 1-2 và đành chấp nhận hạng nhì.
Euro 1968 bắt đầu có chia bảng đấu loại với hai giai đoạn: đấu loại vòng bảng và tứ kết loại trực tiếp. Bốn đội bóng cuối cùng thi đấu vòng chung kết ở một quốc gia. Liên Xô gặp chủ nhà Ý ở bán kết. Trận đấu kết thúc với tỉ số 0-0. Thay vì đá lại, trận đấu được quyết định bằng tung đồng xu và Liên Xô bị loại. Cuối cùng họ chỉ xếp hạng tư sau khi thua Anh.
Liên Xô lại có tên trong 4 đội cuối cùng dự vòng chung kết Euro 1972 tại Bỉ. Ở bán kết họ đánh bại Hungary 1-0. Trận chung kết diễn ra giữa Liên Xô và Tây Đức. Tây Đức với Gerd Müller trong đội hình đã giành chiến thắng áp đảo. Giải đấu này là một trong ba giải vô địch châu Âu Liên Xô ở vị trí thứ nhì.
Sau khi thất bại ở 3 vòng loại Euro liên tiếp (1976, 1980, 1984), Liên Xô lọt được vào vòng chung kết Euro 1988. Đây là lần cuối cùng đội tuyển Liên Xô đấu tại một giải vô địch châu Âu. Liên Xô dẫn đầu bảng B gồm Hà Lan, Anh và Ireland. Ở bán kết Liên Xô thắng Ý 2-0 và giành vé vào chung kết. Họ gặp lại Hà Lan ở chung kết. Với sự toả sáng của bộ ba Hà Lan bay (van Basten, Gullit và Rijkaard), Hà Lan thắng Liên Xô 2-0, trong đó có bàn thắng được đánh giá là đẹp nhất trong lịch sử Euro của van Basten. Trong trận đấu này Belanov bỏ lỡ một quả phạt đền. Liên Xô lần thứ ba giành ngôi á quân châu Âu.
Đội tuyển Liên Xô tuy vượt qua được vòng loại Euro 1992, nhưng sự sụp đổ của Liên Xô dẫn đến việc đội tuyển này không còn tồn tại. Suất dự giải đấu năm đó của Liên Xô được thay bằng Cộng đồng các quốc gia độc lập. Sau giải đấu này, các nước Liên Xô cũ (đã tuyên bố độc lập) thi đấu với các đội tuyển của riêng họ, đội tuyển thừa kế thành tích của Liên Xô là Nga.
| Năm           | Thành tích               | Số trận                  | Thắng                    | Hòa*                     | Thua                     | Bàn thắng                | Bàn thua                 |
| ------------- | ------------------------ | ------------------------ | ------------------------ | ------------------------ | ------------------------ | ------------------------ | ------------------------ |
| 1960          | Vô địch                  | 2                        | 2                        | 0                        | 0                        | 5                        | 1                        |
| 1964          | Á quân                   | 2                        | 1                        | 0                        | 1                        | 4                        | 2                        |
| 1968          | Hạng tư                  | 2                        | 0                        | 1                        | 1                        | 0                        | 2                        |
| 1972          | Á quân                   | 2                        | 1                        | 0                        | 1                        | 1                        | 3                        |
| 1976 đến 1984 | Không vượt qua vòng loại | Không vượt qua vòng loại | Không vượt qua vòng loại | Không vượt qua vòng loại | Không vượt qua vòng loại | Không vượt qua vòng loại | Không vượt qua vòng loại |
| 1988          | Á quân                   | 5                        | 3                        | 1                        | 1                        | 7                        | 4                        |
| Tổng cộng     | 1 lần vô địch            | 13                       | 7                        | 2                        | 4                        | 17                       | 12                       |

*Tính cả các trận hòa ở các trận đấu loại trực tiếp phải giải quyết bằng sút phạt đền luân lưu.

### Thế vận hội Mùa hè
Không như một số nền bóng đá mạnh khác trên thế giới (như Brasil, Đức, Hà Lan... chưa từng có huy chương vàng Olympics), Liên Xô nói riêng và các nước Đông Âu nói chung, trong giai đoạn sau Chiến tranh thế giới thứ 2 đến khi Liên Xô tan rã, khá chú trọng đến việc tham dự Thế vận hội Mùa hè. Chỉ ngay lần tham dự thứ hai (1956), Liên Xô với đội hình gồm những cầu thủ chủ chốt sẽ giành chức vô địch châu Âu đầu tiên 4 năm sau đó (Lev Yashin, Igor Netto...) đã vô địch Thế vận hội Mùa hè sau khi thắng Nam Tư 1-0. Liên Xô còn giành hạng ba 3 lần liên tiếp (1972 đến 1980). Năm 1988 là lần cuối cùng Liên Xô tham dự một Thế vận hội Mùa hè, họ giành được ngôi vô địch thứ hai sau khi đánh bại Brasil 2-1.

## Danh hiệu
- Vô địch châu Âu: 1

Vô địch: 1960
Á quân: 1964; 1972; 1988
- Bóng đá nam tại Olympic:

 1956; 1988
 1972; 1976; 1980

## Cầu thủ

### Cầu thủ tiêu biểu
| Nga - Vsevolod Bobrov - Fedor Cherenkov - Lev Yashin - Igor Chislenko - Rinat Dasaev - Vladimir Fedotov - Yuri Gavrilov - Dmitri Kharine - Galimzyan Hussainov - Anatoli Ilyin - Valentin Ivanov - Vagiz Khidiatullin - Evgeni Lovchev - Igor Netto - Alexei Paramonov - Viktor Ponedelnik - Albert Shesternyov - Eduard Streltsov - Valeri Voronin - Vladimir Veremeev |  | Ukraina - Serhiy Baltacha - Ihor Belanov - Volodymyr Bessonov - Oleg Blokhin - Leonid Buryak - Anatoliy Byshovets - Anatoliy Demyanenko - Volodymyr Kaplichniy - Viktor Kolotov - Anatoliy Konkov - Gennadiy Litovchenko - Oleksiy Mikhailichenko - Volodymyr Muntyan - Volodymyr Onischenko - Oleh Protasov - Vasil Rats - Yevhen Rudakov - Yozhef Sabo - Viktor Serebryanikov - Oleksandr Zavarov |  | Armenia - Khoren Oganesyan - Nikita Simonyan - Arkady Andreasyan - Eduard Markarov Gruzia - Revaz Dzodzuashvili - Alexandre Chivadze - David Kipiani - Murtaz Khurtsilava - Mikheil Meskhi - Slava Metreveli - Ramaz Shengelia - Tengiz Sulakvelidze Belarus - Sergei Aleinikov Azerbaijan - Anatoli Banishevskiy |  |  |

### Các cầu thủ khoác áo đội tuyển nhiều nhất
10 cầu thủ khoác áo đội tuyển Liên Xô nhiều lần nhất trong lịch sử là:
| #  | Họ tên             | Năm thi đấu | Số trận | Số bàn thắng |
| -- | ------------------ | ----------- | ------- | ------------ |
| 1  | Oleg Blokhin       | 1972 - 1988 | 112     | 42           |
| 2  | Rinat Dasaev       | 1979 - 1990 | 91      | 0            |
| 3  | Albert Shesternyov | 1961 - 1971 | 90      | 0            |
| 4  | Anatoly Demyanenko | 1981 - 1990 | 80      | 6            |
| 5  | Vladimir Bessonov  | 1977 - 1990 | 79      | 4            |
| 6  | Sergei Aleinikov   | 1984 - 1992 | 77      | 6            |
| 7  | Lev Yashin         | 1954 - 1967 | 74      | 0            |
| 8  | Murtaz Khurtsilava | 1965 - 1973 | 69      | 6            |
| 9  | Oleg Protasov      | 1984 - 1991 | 68      | 29           |
| 10 | Valery Voronin     | 1960 - 1968 | 66      | 5            |

### Các cầu thủ ghi nhiều bàn thắng nhất
10 cầu thủ ghi nhiều bàn thắng nhất cho đội tuyển Liên Xô trong lịch sử là:
| #  | Họ tên               | Năm thi đấu | Số bàn thắng | Số trận |
| -- | -------------------- | ----------- | ------------ | ------- |
| 1  | Oleg Blokhin         | 1972 - 1988 | 42           | 112     |
| 2  | Oleg Protasov        | 1984 - 1991 | 29           | 68      |
| 3  | Valentin Ivanov      | 1956 - 1965 | 26           | 59      |
| 4  | Eduard Streltsov     | 1955 - 1968 | 25           | 38      |
| 5  | Viktor Kolotov       | 1970 - 1978 | 22           | 55      |
| 6  | Igor Chislenko       | 1959 - 1968 | 20           | 53      |
| =  | Viktor Ponedelnik    | 1960 - 1966 | 20           | 29      |
| 8  | Anatoli Banishevskiy | 1965 - 1972 | 19           | 50      |
| 9  | Anatoli Ilyin        | 1952 - 1959 | 16           | 31      |
| 10 | Anatoli Byshovets    | 1933 - 1938 | 15           | 39      |
| =  | Gennadiy Litovchenko | 1984 - 1990 | 15           | 58      |

## Các đội tuyển quốc gia từ các nước Liên Xô cũ
Sau khi Liên Xô tan rã, 15 nước Cộng hoà đều có 15 đội tuyển của riêng mình. Họ tham gia thi đấu trên đấu trường quốc tế với danh nghĩa đại diện các quốc gia độc lập. Theo vị trí địa lý, một số là thành viên của Liên đoàn bóng đá châu Âu, một số là thành viên của Liên đoàn bóng đá châu Á.
| Đội tuyển    | Liên đoàn            |
| ------------ | -------------------- |
| Armenia      | UEFA                 |
| Azerbaijan   | UEFA                 |
| Belarus      | UEFA                 |
| Estonia      | UEFA                 |
| Gruzia       | UEFA                 |
| Kazakhstan   | UEFA (AFC:1992-2002) |
| Kyrgyzstan   | AFC                  |
| Latvia       | UEFA                 |
| Litva        | UEFA                 |
| Moldova      | UEFA                 |
| Nga          | UEFA                 |
| Tajikistan   | AFC                  |
| Turkmenistan | AFC                  |
| Ukraina      | UEFA                 |
| Uzbekistan   | AFC                  |

## Thống kê sân nhà
Kể từ trận đấu đầu tiên của Liên Xô (với Thổ Nhĩ Kỳ vào ngày 16 tháng 11 năm 1924), đội đã thi đấu các trận đấu trên sân nhà tại nhiều sân vận động khác nhau.
| Địa điểm                         | Thành phố  |           | Số trận | Thắng | Hòa | Thua | Bàn thắng | Bàn thua | Điểm trung bình mỗi trận |
| -------------------------------- | ---------- | --------- | ------- | ----- | --- | ---- | --------- | -------- | ------------------------ |
| Sân vận động Trung tâm Lenin     | Moskva     | 1956–1992 | 78      | 50    | 18  | 10   | 151       | 50       | 2.15                     |
| Sân vận động Trung tâm           | Kiev       | 1969–1990 | 12      | 10    | 1   | 1    | 27        | 6        | 2.58                     |
| Sân vận động Lenin Dynamo        | Tbilisi    | 1967–1987 | 10      | 6     | 1   | 3    | 19        | 9        | 1.9                      |
| Sân vận động Dynamo              | Moskva     | 1954–1971 | 9       | 7     | 2   | 0    | 41        | 8        | 2.56                     |
| Sân vận động Lokomotiv           | Simferopol | 1979–1989 | 4       | 4     | 0   | 0    | 11        | 1        | 3                        |
| Sân vận động Kirov               | Leningrad  | 1967–1984 | 3       | 3     | 0   | 0    | 8         | 1        | 3                        |
| Sân vận động Hrazdan             | Yerevan    | 1978      | 2       | 2     | 0   | 0    | 12        | 2        | 3                        |
| Sân vận động Trung tâm Lokomotiv | Moskva     | 1979–1988 | 2       | 2     | 0   | 0    | 5         | 1        | 3                        |
| Sân vận động Trung tâm           | Volgograd  | 1977      | 1       | 1     | 0   | 0    | 4         | 1        | 3                        |
| Sân vận động Trung tâm Pakhtakor | Tashkent   | 1975      | 1       | 1     | 0   | 0    | 2         | 1        | 3                        |
| Sân vận động Vorovsky            | Moskva     | 1924      | 1       | 1     | 0   | 0    | 3         | 0        | 0                        |
| Sân vận động Black Sea Shipping  | Odessa     | 1974      | 1       | 0     | 0   | 1    | 0         | 1        | 0                        |
| Tổng cộng                        | Tổng cộng  | 1924–1992 | 123     | 86    | 22  | 15   | 281       | 80       | 2.28                     |

Số liệu thống kê chỉ bao gồm các trận đấu chính thức được FIFA công nhận.
Ghi chú:
- Mặc dù chưa bao giờ được sử dụng bởi đội tuyển bóng đá quốc gia Liên Xô cũng như đội tuyển bóng đá Olympic Liên Xô, Sân vận động Dinamo ở Minsk đã được chọn là sân vận động chính thức của Thế vận hội Mùa hè 1980.